# Sunflowers
Die Sunflowers Interactive Entertainment Software GmbH war ein deutscher Hersteller von Computerspielen mit Sitz in Heusenstamm im Landkreis Offenbach in Hessen, in der Nähe von Frankfurt am Main. Das Unternehmen hatte sich auf das Genre Strategie spezialisiert und wurde bekannt durch die Fortsetzung Die Fugger II und Anno 1602. Sunflowers entwickelte die Marke Anno durch seine Fortsetzungen zu einer der erfolgreichsten deutschen Computerspieleserien. 2007 veräußerten die Gründer das Unternehmen und seine Marken an den französischen Publisher Ubisoft.

## Geschichte
Sunflowers wurde 1993 von Adi Boiko und Wilhelm Hamrozi gegründet. Beide waren zu diesem Zeitpunkt führende Köpfe des deutschen Publishers Bomico und positionierten Sunflowers als auf PC-Spiele spezialisiertes Tochterunternehmen der Bomico. Der Sitz war zunächst in Langen. Das Unternehmen entwickelte unter anderem Die Fugger II, eine Fortsetzung der 1988 von Bomico veröffentlichten Handelssimulation. 1996 erwarb Philips Media die Mutterfirma Bomico und die auf Konsolenspiele spezialisierte Schwesterfirma Laguna zu 100 %, beteiligte sich dagegen jedoch nur mit einem Minderheitsanteil an Sunflowers. 1997 ging Philips Media in Infogrames auf und Bomico wurde zu Infogrames Deutschland. Adi Boiko verließ Bomico und konzentrierte sich ausschließlich auf seine Tätigkeit für Sunflowers. Hamrozi blieb dagegen bis 2000 bei Infogrames Deutschland und kehrte nach einem Zwischenspiel bei Jowood 2003 als Geschäftsführer zu Sunflowers zurück.
Nach den enttäuschenden Verkaufszahlen von TechnoMage – Die Rückkehr der Ewigkeit löste Sunflowers 2002 die eigene Entwicklungsabteilung jedoch auf und konzentrierte sich seither auf Entwicklungskooperationen mit unabhängigen Entwicklerstudios. Eine Zusammenarbeit mit den TimeGate Studios zum Spiel Kohan war zuvor noch im Januar 2001 wegen unterschiedlicher Geschäftsstrategien aufgelöst worden.
Zur erfolgreichsten Marke von Sunflowers avancierte die zunächst vom österreichischen Studio Max Design entwickelte Aufbau-Strategiespielserie Anno. Nach Anno 1602 und Anno 1503 lösten die Gründer von Max Design das Entwicklerteam auf und zogen sich aus der Spieleentwicklung zurück. Sunflowers übergab die Entwicklung von Anno 1701 daher an das Mainzer Studio Related Designs. Weitere Kooperationen bestanden mit den bulgarischen Black Sea Studios und dem Berliner Spieleentwicklungskombinat (SEK-Ost). Im Falle von Related Designs und SEK Ost erwarb Sunflowers auch einen Minderheitsanteil von 30 % an den Unternehmen. An Max Design hatte Sunflowers zuvor 40 % der Anteile besessen.
Trotz hoher Investitionen von 8 Millionen Euro in SEK Osts Strategiespiel ParaWorld, was es nach eigenen Angaben zur teuersten deutschen Spieleentwicklung machte, blieb der Erfolg des Titels aus. Im Oktober 2006 erschien schließlich Anno 1701 und löste ParaWorld als das bis dahin teuerste deutsche Computerspiel ab. Beide Vorgänger zusammen hatten zu diesem Zeitpunkt rund 4,5 Millionen Exemplare verkauft, weshalb Anno 1701 mit einer Auflage von einer Million Kopien in den Verkauf ging, 450.000 Exemplare allein für den deutschen Markt. Außerdem hatte Sunflowers auf der Games Convention noch eine Ausweitung der Serie auf den Handheld Nintendo DS für April 2007 angekündigt. Im Januar 2007 gaben Sunflowers und Buena Vista Games eine Kooperation bei der Veröffentlichung des von Keen Games entwickelten Titels an.
Ebenfalls im Januar stellte SEK Ost den Geschäftsbetrieb ein und löste sich auf. Der fehlende wirtschaftliche Erfolg von ParaWorld, der beispielhaft für die gestiegenen Kosten und Risiken in der Spieleentwicklung stand, und die Abhängigkeit von der Marke Anno führten zu mehrmonatigen Verkaufsgesprächen. Am 11. April 2007 wurde bekanntgegeben, dass der französische Publisher Ubisoft Sunflowers übernehmen werde. Durch diese Übernahme sicherte sich Ubisoft auch die 30%ige Beteiligung an Related Designs, die zuvor von Sunflowers gehalten wurden.
Die Sunflowers-Gründer Adi Boiko und Wilhelm Hamrozi gaben später die Gründung eines neuen auf MMOGs fokussierten Unternehmens bekannt, einige der Sunflowers-Mitarbeiter sollten übernommen werden.

## Produkte
- A.D.A.M. – Eine Reise durch den Körper
- American Dream
- Anno 1503 (2002)
- Anno 1602 (1998)
- Anno 1701 (2006 für PC und 2007 für Nintendo DS)
- Atlas
- Aufschwung Ost (1993)
- Blinky Bill 1: Das Geheimnis der Geisterhöhle
- Blinky Bill 2: Die abenteuerliche Reise im Ballon
- Das Universum des Professor Pi
- Der Schatz von Venedig (1997)
- Die Abenteuerwelt der Zahlen (1998)[23]
- Die Abenteuerwelt der Wörter (1998)[24]
- Die Fugger II (1996)
- Die Pirateninsel
- Englisch 1 Plus
- Englisch 2 Plus
- Globetrotter Ziel: Australien
- Holiday Island
- Holiday Island Relaunch
- Holiday Island Szenario-Disk
- Kinder entdecken die Bibel
- Knights of Honor (2004)
- Leonardos Reise in der Zeit
- Leonardo im Traumland
- Leonardo im Weltall
- LexiKIDS
- Magic of Endoria
- Nectaris (1995)
- Noddy
- ParaWorld (2006)
- Railway Challenge
- TechnoMage – Die Rückkehr der Ewigkeit (2002)
- TMX Englisch
- Tuneland
- Urmels Filmstudio
- Urmels großer Flug
- Zurk und die Tiere des Regenwaldes